# Карл фон Цинцендорф
Карл Йохан Кристиан фон Цинцендорф  (на немски: Karl Johann Christian von Zinzendorf) е граф от род Цинцендорф и Потендорф и австрийски държавник.

## Биография

### Произход и ранни години
Роден е на 5 януари 1739 година в Дрезден, Курфюрство Саксония. Той е седмият най-възрастен син на граф Фридрих Кристиан фон Цинцендорф-Потендорф (1697 – 1756), камерхер в Курфюрство Саксония, и втората му съпруга графиня Кристиана София фон Каленберг (1703 – 1775), дъщеря на граф Курт Райнике фон Каленберг (1651 – 1709) и фрайин Урсула Регина Мария фон Фризен (1658 – 1714), дъщеря на фрайхер Хайнрих III фон Фризен (1610 – 1680) и Мария Маргарета фон Лютцелбург (1632 – 1689). Фамилията му е протестантска.
Той е брат на Фридрих Август фон Цинцендорф (1733 – 1804) и полубрат на Лудвиг фон Цинцендорф (1721 – 1780) и Максимилиан Еразмус фон Цинцендорф (1722 – 1780).
Карл фон Цинцендорф започва след смъртта на баща му да следва право през 1758 г. в университета в Йена. През 1759 г. започва работа в дворцовия и правен съвет в Курфюрство Саксония. Следващата година той отива при полубрат си Лудвиг фон Цинцендорф, по негова покана, във Виена и там решава да остане в Австрия.

### Държавник в Австрия
През 1762 г. той става императорски и кралски търговски съветник и следващата година е направен к.и.к. кемерер, на 29 ноември 1763 г. директор на търговската камера в Долна Австрия. На 14 март 1764 г. става католик.
През 1764 и 1765 г. пътува по работа в Тирол, Италия, Франция и Швейцария и има контакти с Волтер, Жан-Жак Русо и Албрехт фон Халер. През 1770 г. получава рицарска титла.
След други комерциални пътувания през 1770 г. става дворцов съветник при дворцовата сметна камара. През 1773 г. поема орден-коменди. Той е изпратен от дворцовата търговска камара до Галиция, Полша, Русия, Швеция, Дания и немските територии. През 1776 г. той е губернатор на Триест. На 7 февруари 1782 г. Йозеф II го прави президент на новата дворцова сметна камара и на 26 април 1784 г. е председател на комисия.
Цинцендорф е комтур на Немския орден във Фризах в Каринтия, Велика Неделя в Щирия и от 1787 г. на Любляна, също наследствен ловен майстер на Долна Австрия. През 1791 г. той е направен таен съветник. Император Франц II прави Цинцендорф през 1792 г. държавен министър по вътрешните работи. През 1793 г. той е ръководител на Държавния сметен департамент.
О 1800 г. е щатхалтер, по-късно държавен комтур на орденския балай Австрия. Като държавен маршал той ръководи съсловията на Долна Австия. През 1802 г. той е министър за вътрешните работи в държавната конференция и 1808 г. държавен и конференц-министър. Заради реформата на тайния държавен съвет той подава оставка на 7 декември 1809 г. Цинцендорф защитава мислите за „свободна търговия“.

### Смърт
Умира на 5 януари 1813 във Виена, Австрийска империя, на 74-годишна възраст. Погребан е във фамилната гробница на Цинцендорф в Карлщетен. Наследник му става далечният племенник граф Хайнрих Август фон Бодисин/Баудисин († 1834), който поема господства в Долна Австрия и взема името „Бодисин/Баудисин-Цинцендорф-Потендорф“.

## Произведения
Цинцендорф пише, от 13-годишна възраст до смъртта си, минутни дневници на френски език, общо 56 тома. Дневниците му са едни от най-важните източници за австрийската история и културния живот във Виена и съдържат сведения за Хайдн, Моцарт, Салиери и Бетовен. Оригиналите се намират днес в Австрийския държавен архив. Освен това той пише и автобиография, която завършва през 1803 г., и три томов манускрипт за фамилната история на рицарите фон Цинендорф.